# Cuitláhuac
Cuitláhuac (forma onorifică: Cuitlahuatzin) (c. 1476 – 1520) a fost al 10-lea Huey Tlatoani (împărat) al orașului aztec Tenochtitlan timp de 80 de zile în timpul anului 2 tecpatl  (adică 1520, conform calendarului aztec). El este creditat că a condus rezistența împotriva cuceririi spaniole a Imperiului aztec, după moartea rudei sale Montezuma al II-lea.

## Biografie
Cuitláhuac a fost al unsprezecelea fiu al conducătorului Axayacatl și un frate mai mic al lui Montezuma al II-lea, împăratul anterior al Tenochtitlanului, care a murit în timpul ocupației spaniole a orașului. Tatăl mamei sale, numit și Cuitlahuatzin I, fusese conducătorul orașului Iztapalapa, și tânărul Cuitláhuac a domnit și el la început acolo. Cuitláhuac a fost un războinic cu experiență și un consilier al lui Moctezuma, avertizându-l să nu permită spaniolilor să intre în Tenochtitlan. Hernán Cortés l-a încarcerat atât pe Moctezuma, cât și pe Cuitláhuac. După masacrul elitelor aztece, când Cortés era departe de Tenochtitlan, aztecii i-au asediat pe spanioli și pe aliații lor indigeni. Cuitláhuac a fost eliberat sub pretenția de a redeschide piața pentru a aduce mâncare invadatorilor. Moctezuma a fost ucis în circumstanțe controversate, iar Cuitláhuac a fost ales tlatoani după fuga spaniolilor și a aliaților lor din Tenochtitlan la 30 iunie 1520. Unele surse susțin că el a îndeplinit acest rol chiar înainte de moartea lui Moctezuma.
Cuitláhuac a fost căsătorit ritualic cu fiica cea mare a lui Moctezuma, o fetiță de zece sau unsprezece ani, care mai târziu a fost numită Isabel Moctezuma.

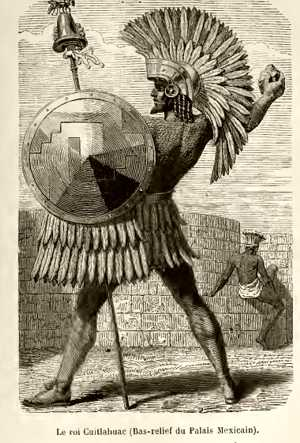
Cuitláhuac

Cuitláhuac a domnit doar 80 de zile, murind poate din cauza variolei care fusese introdusă în Lumea Nouă de un african bolnav, care făcea parte din expediția lui Pánfilo de Narváez pentru a-l captura pe Cortés. Sursele timpurii nu spun în mod explicit ce l-a răpus. Imediat după moartea lui Cuitláhuac, Cuauhtémoc a fost făcut următorul tlatoani.

## Moștenire
Municipalitatea modernă mexicană Cuitláhuac, din statul Veracruz și stația de metrou  Metro Cuitláhuac din Ciudad de México sunt numite în onoarea lui Cuitláhuac. Asteroidul 2275 Cuitláhuac este, de asemenea, numit după acest conducător.
Există un bulevard în Ciudad de México numit Cuitláhuac (Eje 3 Norte) care se află între Avenida Insurgentes și Avenida Mexico-Tacuba și care face parte dintr-o centură ocolitoare; de asemenea, multe străzi din alte orașe și sate din Mexic sunt numite astfel.